# Wildness
Wildness es el séptimo álbum de estudio de la banda Snow Patrol, fue publicado el 25 de mayo de 2018. El álbum fue producido por Jacknife Lee y es el seguimiento del sexto álbum del grupo, Fallen Empires (2011).

## Lista de canciones
| N.º | Título                                       | Duración |  |
| 1.  | «Life on Earth»                              | 5:22     |  |
| 2.  | «Don't Give In»                              | 3:59     |  |
| 3.  | «Heal Me»                                    | 4:01     |  |
| 4.  | «Empress»                                    | 4:29     |  |
| 5.  | «A Dark Switch»                              | 4:18     |  |
| 6.  | «What If This Is All the Love You Ever Get?» | 3:49     |  |
| 7.  | «A Youth Written in Fire»                    | 4:08     |  |
| 8.  | «Soon»                                       | 4:20     |  |
| 9.  | «Wild Horses»                                | 4:38     |  |
| 10. | «Life and Death»                             | 5:35     |  |

| Bonus tracks de la edición deluxe |                                                                  |          |  |
| N.º                               | Título                                                           | Duración |  |
| 11.                               | «Life on Earth (Alternate Version)»                              | 4:41     |  |
| 12.                               | «Don't Give In (Alternate Version)»                              | 3:37     |  |
| 13.                               | «Heal Me (Alternate Version)»                                    | 4:33     |  |
| 14.                               | «What If This Is All the Love You Ever Get? (Alternate Version)» | 4:16     |  |
| 15.                               | «Soon (Alternate Version)»                                       | 3:32     |  |